# Paul Tissandier

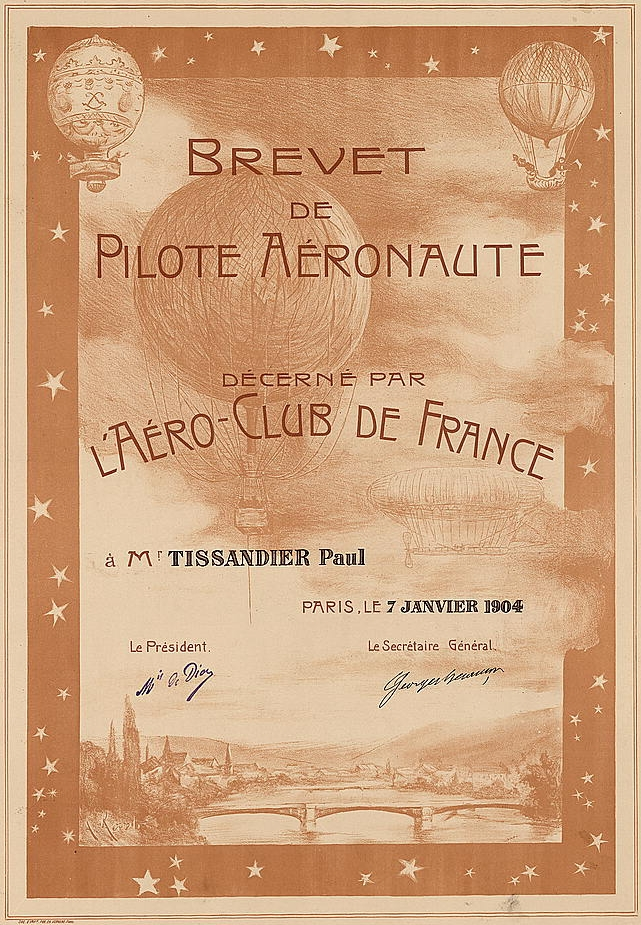
Licencja pilota balonowego Paula Tissandiera wydana w 1904

Paul Tissandier (ur. 19 lutego 1881 w Paryżu, zm. 11 marca 1945 w Croissy-sur-Seine) – francuski pilot, balonowy, sterowcowy i samolotowy.

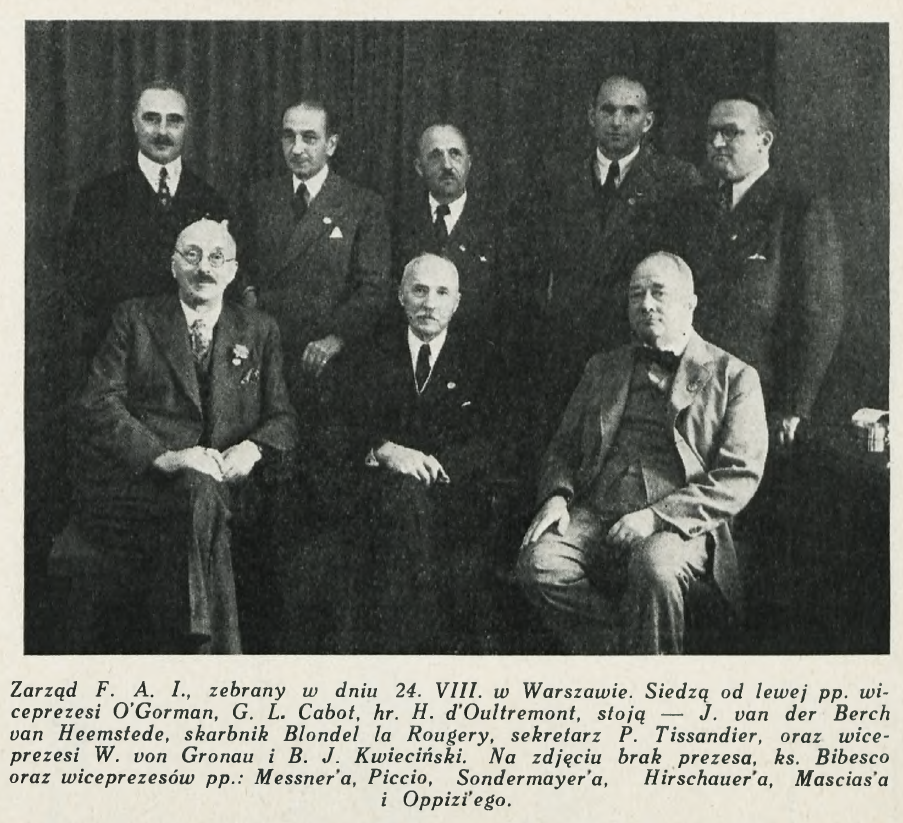
Sekretarz FAI Paul Tissandier z Zarządem FAI podczas konferencji generalnej w Warszawie 1936

## Życiorys
Paul Tissandier był synem lotnika Gastona Tissandiera i bratankiem Alberta Tissandiera.
Swoją karierę lotniczą rozpoczął jako pilot balonowy, następnie latał jako pilot sterowców, a także zdobył uprawnienia pilota samolotów. Otrzymał licencję pilota nr 10 w dniu 16 września 1909. Na samolotach uczył go latać Wilbur Wright – amerykański pionier lotnictwa. W 1913 został mianowany sekretarzem generalnym Międzynarodowej Federacji Lotniczej (FAI). Był trzecim sekretarzem FAI od czasu powstania tej organizacji i sprawował tę funkcję do 1945.

## Ordery i oznaczenia
Za swe dokonania otrzymał odznaczenia:
- Legia Honorowa IV kl.,
- Order Korony Włoch III kl.,
- Order Wazów III kl.,
- Krzyż Komandorski Orderu Izabeli Katolickiej,
- Order Korony Rumunii III kl.,
- Order Leopolda IV kl.

## Dyplom Paula Tissandiera
Międzynarodowy dyplom uznania za wyjątkowy wkład w dziedzinie lotnictwa. Przyznawany przez Międzynarodową Federacje Lotniczą (FAI).

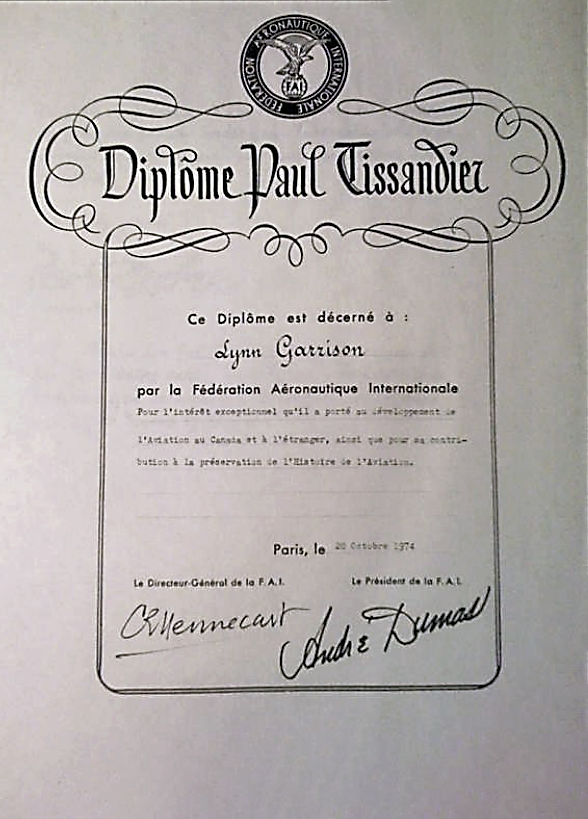
Dyplom Paula Tissandiera

Międzynarodowa Federacja Lotnicza zainaugurowała przyznawanie nagrody w 1952. Dyplom upamiętnia Paula Tissandiera – francuskiego pilota balonowego, sterowcowego i samolotowego, który w latach 1913–1945 pełnił funkcję sekretarza generalnego FAI. Dyplom ten FAI przyznaje w uznaniu zasług ludzi związanych z lotnictwem, którzy wnieśli wyjątkowy wkład w rozwój międzynarodowego lotnictwa, ze szczególnym uwzględnieniem lotnictwa sportowego. Dyplomy przyznawane są co roku podczas ceremonii otwarcia Konferencji Generalnej FAI. Każdy narodowy aeroklub, który jest członkiem FAI może raz w roku rekomendować kilka osób, zasługujących jego zdaniem na wyróżnienie. Po zatwierdzeniu nominowanych osób przez Radę Administracyjną FAI, lista laureatów ogłaszana jest na dorocznej Konferencji Generalnej FAI. Pośród wielu wyróżnionych z całego świata osób jest ponad 120 Polaków. Wyróżnionych Polaków rekomendował Aeroklub Polski za działalność i osiągnięcia, które wpisały się w historię i rozwój polskiego oraz światowego lotnictwa.

## Lista Polaków, którzy zostali wyróżnieni dyplomem Paula Tissandiera
- Adam Dziurzyński, nr 1383 (1957)
- Leopold Kwiatkowski, nr 1694 (1958)
- Zbigniew Burzyński, nr 1692 (1958)
- Włodzimierz Humen, nr 1693 (1958)
- Witold Rychter, nr 1695 (1958)
- Antoni Matheus, nr 1869 (1959)
- Edward Peterek, nr 1870 (1959)
- Wiktor Leja, nr 1871 (1959)
- Stanisław Michniewski, nr 1908 (1960)
- Władysław Parczewski, nr 1909 (1960)
- Irena Zabiełło, nr 1907 (1960)
- Jan Frey-Bielecki, nr 1942 (1961)
- Władysław Janica, nr 1943 (1961)
- Adam Zientek, nr 1944 (1961)
- Jan Zwierzyński, nr 1986 (1962)
- Jan Czarnecki, nr 1987 (1962)
- Bogumił Szuba, nr 1988 (1962)
- Henryk Corka, nr 2022 (1963)
- Jerzy Antoniszczak, nr 2021 (1963)
- Jerzy R. Konieczny, nr 2023 (1963)
- Krzysztof Donigiewicz, nr 2070 (1964)
- Jan Franaszczuk, nr 2071 (1964)
- Stefan Antosiewicz, nr 2069 (1964)
- Czesław Mankiewicz, nr 2112 (1965)
- Zdzisław Reguła, nr 2114 (1965)
- Józef Olszewski, nr 2113 (1965)
- Władysław Okarmus, nr 2155 (1966)
- Julian Bojanowski, nr 2156 (1966)
- Antoni Chojcan, nr 2157 (1966)
- Tadeusz Rejniak, nr 2314 (1967)
- Władysław Nowakowski, nr 2315, (1967)
- Stanisław Fedyszyn, nr 2316 (1967)
- Roman Jaworowski, nr 2355 (1968)
- Mieczysław Czempiński, nr 2357 (1968)
- Czesław Łojko, nr 2356, (1968)
- Wacław Kornaszewski, nr 2396 (1969)
- Jerzy Świątek, nr 2397, (1969)
- Sławomir Kwiatkowski, nr 2398 (1969)
- Andrzej Abłamowicz, nr 2441 (1970)
- Julian Burdzel, nr 2442 (1970
- Józef Dankowski, nr 2443 (1970)
- Ryszard Witkowski, nr 2504 (1971)
- Jerzy Rybarski, nr 2505 (1971)
- Jan Bryniarski, nr 2506 (1971)
- Urszula Śliwak, nr 2546 (1972)
- Władysław Gawlik, nr 2547 (1972)
- Bolesław Ahl, nr 2548 (1972)
- Jan Jagodzik, nr 2696 (1973)
- Józef Sitarski, nr 2697 (1973)
- Adam Niżnik, nr 2698 (1973)
- Bohdan Jancelewicz, nr 840 (1974)
- Józef Kowalski, nr 841 (1974)
- Jan Bury, nr 842 (1974)
- Jan Winczo, nr 2733 (1975)
- Władysław Jagiełło, nr 2734 (1975)
- Jerzy Śmielkiewicz, nr 2735 (1975)
- Jan Raczkowski, nr 2776 (1976)
- Adam Kurbiel, nr 2849 (1977)
- Jerzy Osiński, nr 2850 (1977)
- Zbigniew Chodorowski, nr 2889 (1978)
- Zdzisław Dudzik, nr 2890 (1978)
- Janusz Krasicki, nr 2929 (1979)
- Zenon Korsak, nr 2970 (1980)
- Edmund Wiliński, nr 2971 (1980)
- Zbigniew Mądrzycki, nr 751 (1981)
- Edwin Orsztynowicz, nr 752 (1981)
- Stefan Rokicki, nr 682 (1982)
- Józef Sobieraj, nr 683 (1982)
- Józef Różański, nr 610 (1983)
- Stanisław Kolasa, nr 609 (1983)
- Stanisław Barański, nr 534 (1984)
- Andrzej Ciesielski, nr 535 (1984)
- Wiesław Dudziński, nr 475 (1985)
- Józef Grochowski, nr 476 (1985)
- Michał Goszczyński, nr 408 (1986)
- Józef Szczutkowski, nr 409 (1986)
- Walenty Hardt, nr 2777 (1986)
- Władysław Hermaszewski, nr 2276 (1987)
- Stefan Ogorzałek, nr 2292 (1987)
- Paweł Włodarczyk, nr 298 (1988)
- Bernard Koszewski, nr 299 (1988)
- John Serafin, nr 263 (1989)
- Wiesław Stafiej, nr 264 (1989)
- Henryk Boroń, nr 966 (1990)
- Andrzej Osowski, nr 967 (1990)
- Edward Margański, nr 996 (1991)
- Edward Głąb, nr 1041 (1992)
- Wiesław Jaszczyński, nr 1769 (1994)
- Marcin Jaxa-Rożen, nr 1106 (1993)
- Jerzy Kuberski, nr 1105 (1993)
- Jan Kurczewski, nr 1770 (1994)
- Henryk Kącik, nr 2229 (1995)
- Andrzej Liwotow, nr 2640 (1996)
- Mieczysław Bączek, nr 3026 (1997)
- Jacek Bednarek, nr 3027 (1997)
- Czesław Dudzik, nr 3553 (1998)
- Jan Litwiński, nr 3554 (1998)
- Bolesław Gaczkowski, nr 3623 (1999)
- Wanda Rajkowska, nr 4775 (2000)
- Hugo Wandel, nr 4776 (2000)
- Wiesław Dziedzio, nr 5045 (2001)
- Stanisław Kasperek, nr 5046 (2001)
- Wojciech Michalak, nr 5123 (2002)
- Mirosław Hermaszewski, nr 5124 (2002)
- Włodzimierz Wilanowski, nr 5125 (2002)
- Janusz Centka, nr 5239 (2003)
- Paweł Elsztein, nr 5240 (2003)
- Jerzy Makula, nr 5241 (2003)
- Lidia Kosk, nr 5373 (2004)
- Stanisław Maksymowicz, nr 5374 (2004)
- Maksymiliana Czmiel-Paszyc, nr 5478 (2005)
- Józef Młocek, nr 5479 (2005)
- Tadeusz Karczmarek, nr 5577 (2006)
- Tomasz Kawa, nr 5578 (2006)
- Włodzimierz Skalik, nr 5579 (2006)
- Jacek Kibiński, nr 5714 (2007)
- Jan Kujawa, nr 5715 (2007)
- Krzysztof Lenartowicz, nr 5851 (2008)
- Stefan Kraszewski, nr 5852 (2008)
- Gromosław Czempiński, nr 5955 (2009)
- Jacek Dankowski, nr 5956 (2009)
- Janusz Marek, nr 5957 (2009)
- Ryszard Michalski nr 6084 (2010)
- Zbigniew Bukowski, nr 6225 (2011)
- Janusz Darocha, nr 6226 (2011)
- Wiktor Sznurowski, nr 6338 (2012)
- Jerzy Kolasiński, nr 6339 (2012)
- Krzysztof Wieczorek (2022)[2]
- Stanisław Kubit (2024)[3]

## Upamiętnienie
Aeroklub francuski w Saint-Cyr-l’École został nazwany imieniem Paula Tissandiera.